# Адель (футболіст)
Адель де Олівейра Аморім або просто Адель (порт.-браз. Adiel de Oliveira Amorim / Adiel; нар. 13 серпня 1980, Кубатан, Сан-Паулу, Бразилія) — бразильський футболіст, півзахисник та нападник.

## Життєпис
Народився в місті Кубатан, штат Сан-Паулу. Наприкінці 1990-их років вважався одним з найталановитіших гравців «Сантуса». Був одним з основних гравців юнацької збірної Бразилії (U-17), яка виграла юнацький чемпіонат світу 1997 року. Відзначився першим голом у переможному (4:0) півфінальному поєдинку проти Німеччини. У цій команді Адель грав у півзахисті разом з іменитими гравцями, зокрема з Роналдінью, навіть потрапивши в незручну ситуацію, сфотографувавшись із пістолетом поруч з Роналдінью.
У 1998 році Емерсон Леао перевів його до головної команди «Сантуса», і відзначився дебютним голом як професіонал 25 серпня того ж року в матчі трофея Жоана Гампера (після нічиєї 2:2 в основний час, каталонська команда виграла поєдинок у серії післяматчевих пенальті) проти «Барселони» на Камп Ноу.
У 20-річному віці відправився на сезон в оренду до японської команди «Урава Ред Даймондс», де повинен був замінити Желько Петровича, який перейшов у «Валвейк». Завдяки своєму характеру швидко став улюбленцем партнерів по команді та вболівальників клубу. Повернувшись до Бразилії в 2001 році, гравець побував в оренді в «Таубате» й «Ботафого» (Рібейрау-Прето).
Наступного року він повернувся до «Пейше». У 2005 році виступав за кувейтський клуб «Аль-Кадісія», але незабаром його контракт викупив японський «Сьонан Бельмаре». 19 травня 2010 року змушений був перенести операцію через перелом обох ніг та гомілки, але не зміг набрати колишньої форми й 16 липня, через обмеження для легіонерів, його реєстрацію скасували. Напередодні старту сезону 2011 року його реєстрацію поновили. З першого ж туру став основним гравцем, але по завершенні сезону залишив клуб. За 6 років, проведених у «Сьонан Бельмаре» (найтриваліший період перебування в команді серед легіонерів), відіграв за команду 192 матчі та відзначився 51 голом. Після приходу Аделя команда вперше за 12 років повернувся до Джей-ліги. Півзахисник відзначився 5-тисячним голом в історії японської ліги, а також був визнаний найкращим гравцем сезону 2007 року, випередивши бразильця Галка.
Залишивши Японію, Адіель спробував удачу в Китаї. У 2012 році перейшов до клубу Першої ліги Китаю «Ухань Залл». У сезоні 2012 року зіграв 29 матчів та допоміг команді з 2-го місця вийти до китайської Суперліги. У 2013 році перейшов до «Хубей Чайна-Кайл».
У 2015 році півзахисник отримав запрошення повернутися до Бразилії, де перебрався до «Жувентуса» (Сан-Паулу), який виступав у Серії A3 Ліги Пауліста. Після чудового виступу разом з іншими відомими гравцями, як нападник Жил, Адель допоміг команді вийти до Серії A2 Ліги Пауліста.
З великою повагою до вболівальників Грени, гравець продовжив угоду «Жувентусом» до червня 2016 року і повинен був стати двигуном команди нашляху виходу до Першого дивізіону чемпіонату штату Сан-Паулу. Футбольну кар'єру завершив 2017 року в бразильському нижчоліговому клубі «Португеза» (Сан-Паулу).

## Статистика виступів

### Клубна
| Клубні виступи | Клубні виступи    | Клубні виступи       | Ліга  | Ліга | Кубок               | Кубок               | Кубок ліги      | Кубок ліги      | Загалом | Загалом |
| Сезон          | Клуб              | Ліга                 | Матчі | Голи | Матчі               | Голи                | Матчі           | Голи            | Матчі   | Голи    |
| Бразилія       | Бразилія          | Бразилія             | Ліга  | Ліга | Кубок Бразилії      | Кубок Бразилії      | Кубок ліги      | Кубок ліги      | Загалом | Загалом |
| -------------- | ----------------- | -------------------- | ----- | ---- | ------------------- | ------------------- | --------------- | --------------- | ------- | ------- |
| 1997           | «Сантус»          | Серія A              | 0     | 0    |                     |                     |                 |                 | 0       | 0       |
| 1998           | «Сантус»          | Серія A              | 19    | 0    |                     |                     |                 |                 | 19      | 0       |
| 1999           | «Сантус»          | Серія A              | 9     | 0    |                     |                     |                 |                 | 9       | 0       |
| 2000           | «Сантус»          | Серія A              | 0     | 0    |                     |                     |                 |                 | 0       | 0       |
| Японія         | Японія            | Японія               | Ліга  | Ліга | Кубок Імператора    | Кубок Імператора    | Кубок Джей-ліги | Кубок Джей-ліги | Загалом | Загалом |
| 2000           | «Урава Ред»       | Джей-ліга 2          | 10    | 2    | 4                   | 1                   | 0               | 0               | 14      | 3       |
| Бразилія       | Бразилія          | Бразилія             | Ліга  | Ліга | Кубок Бразилії      | Кубок Бразилії      | Кубок ліги      | Кубок ліги      | Загалом | Загалом |
| 2001           | «Ботафого» (РП)   | Серія A              | 18    | 3    |                     |                     |                 |                 | 18      | 3       |
| 2002           | «Сантус»          | Серія A              | 4     | 0    |                     |                     |                 |                 | 4       | 0       |
| 2003           | «Сантус»          | Серія A              | 0     | 0    |                     |                     |                 |                 | 0       | 0       |
| 2004           | «Сантус»          | Серія A              | 0     | 0    |                     |                     |                 |                 | 0       | 0       |
| Кувейт         | Кувейт            | Кувейт               | Ліга  | Ліга | Кубок Еміра Кувейту | Кубок Еміра Кувейту | Кубок ліги      | Кубок ліги      | Загалом | Загалом |
| 2004/05        | «Аль-Кадісія»     | Прем'єр-ліга Кувейту |       |      |                     |                     |                 |                 |         |         |
| 2005/06        | «Аль-Кадісія»     | Прем'єр-ліга Кувейту |       |      |                     |                     |                 |                 |         |         |
| Японія         | Японія            | Японія               | Ліга  | Ліга | Кубок Імператора    | Кубок Імператора    | Кубок Джей-ліги | Кубок Джей-ліги | Загалом | Загалом |
| 2006           | «Сьонан Бельмаре» | Джей-ліга 2          | 42    | 12   | 2                   | 2                   | -               | -               | 44      | 14      |
| 2007           | «Сьонан Бельмаре» | Джей-ліга 2          | 41    | 12   | 2                   | 0                   | -               | -               | 43      | 12      |
| 2008           | «Сьонан Бельмаре» | Джей-ліга 2          | 26    | 9    | 0                   | 0                   | -               | -               | 26      | 9       |
| 2009           | «Сьонан Бельмаре» | Джей-ліга 2          | 42    | 11   | 0                   | 0                   | -               | -               | 42      | 11      |
| 2010           | «Сьонан Бельмаре» | Джей-ліга 1          | 0     | 0    | 0                   | 0                   | 0               | 0               | 0       | 0       |
| 2011           | «Сьонан Бельмаре» | Джей-ліга 2          | 35    | 4    | 2                   | 1                   | -               | -               | 37      | 5       |
| Країна         | Бразилія          | Бразилія             | 50    | 3    |                     |                     |                 |                 | 50      | 3       |
| Країна         | Японія            | Японія               | 196   | 50   | 10                  | 4                   | 0               | 0               | 206     | 54      |
| Країна         | Кувейт            |                      |       |      |                     |                     |                 |                 |         |         |
| Загалом        | Загалом           | Загалом              | 211   | 49   | 8                   | 3                   | 0               | 0               | 219     | 52      |

## Досягнення
«Сантус»
- Серія A Бразилії
  -  Чемпіон (1): 2002

- Кубок КОНМЕБОЛ
  -  Володар (1): 2002

юнацька збірна Бразилії (U-17)
- Чемпіонат світу серед 17-річних
  -  Чемпіон (1): 1997
- Чемпіонат Південної Америки (U-17)
  -  Чемпіон (1): 1997